# Lijst van burgemeesters van Wateringen
Dit is een lijst van burgemeesters van de voormalige Nederlandse gemeente Wateringen tot die gemeente per 1 januari 2004 is opgegaan in de gemeente Westland.
| Ambtsperiode | Naam burgemeester                                    | Partij of stroming | Bijzonderheden |
| ------------ | ---------------------------------------------------- | ------------------ | -------------- |
| 1811 - 1814  | Cornelis Hoek                                        |                    | maire          |
| 1825? - 1850 | Gerard (G.G.) Murray                                 |                    |                |
| 1850 - 1857  | Petrus Martinus Hoek                                 |                    |                |
| 1857 - 1892  | Cornelis Petrus Hoek                                 |                    |                |
| 1892 - 1911  | Jhr. Frederik Marie Willem van der Does de Willebois |                    |                |
| 1911 - 1941  | Antonie Johannes Verhoeven                           |                    |                |
| 1942 - 1945  | Wim (W.J.) Bocxe                                     | NSB                |                |
| 1946 - 1971  | M.P.A. Meissen                                       | KVP                |                |
| 1972 - 1988  | F.K. Langemeijer                                     | KVP / CDA          |                |
| 1988 - 2004  | Wil van den Bos                                      | CDA                |                |